# Cicno
Célebre ladrão de estradas e assassino, filho de Ares. Héracles matou-o e feriu Ares, quando este pretendeu vingá-lo.